# Vermisstenfall Lars Mittank

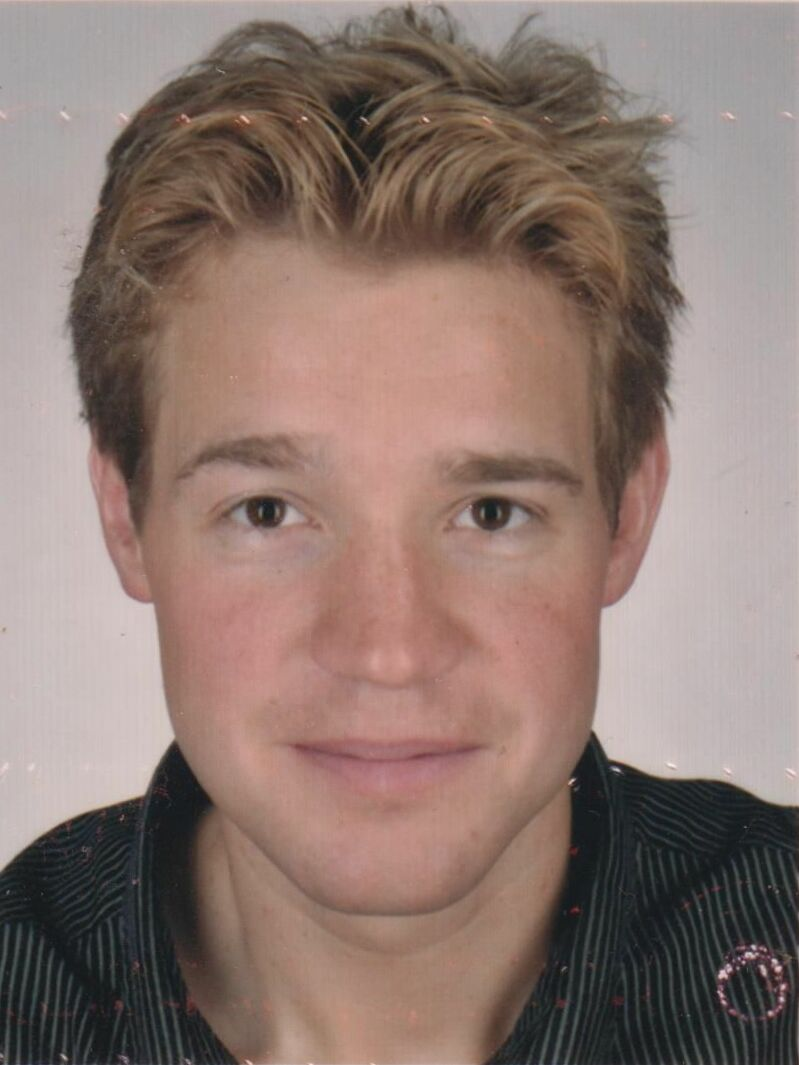
Lars Joachim Mittank (Aufnahmejahr: 2013)

Lars Joachim Mittank (* 9. Februar 1986 in Berlin) ist ein deutscher Staatsangehöriger, der im Juli 2014 während einer Urlaubsreise in Warna (Bulgarien) spurlos verschwand. Der Fall erlangte, insbesondere aufgrund der bizarren Umstände, unter denen Mittank verschwand, mediale Aufmerksamkeit.

## Umstände des Verschwindens
Lars Mittank flog am 30. Juni 2014 zusammen mit Freunden (Quellen sprechen uneinheitlich von zwei oder vier Freunden) nach Warna, um einen einwöchigen Urlaub am Goldstrand zu verbringen. Die Freunde sagten später aus, Mittank habe während des gesamten Aufenthaltes auffallend wenig gegessen, ansonsten sei der Urlaub bis zum vorletzten Tag ohne besondere Vorkommnisse verlaufen.
In der Nacht vom 5. Juli auf den 6. Juli 2014 ging die Gruppe in eine bulgarische McDonalds-Filiale. Mittank wollte vor dem Restaurant warten und war dann verschwunden. Seine Freunde fanden ihn im Hotelzimmer. Am Morgen des 6. Juli 2014 erzählte er, er sei in eine verbale Auseinandersetzung mit deutschen Fußballfans geraten, die daraufhin Bulgaren oder Russen angeheuert hätten, ihn zu verprügeln. Mittank habe im Zuge dessen einen Schlag auf das Ohr bekommen, sei aber ansonsten nicht nennenswert verletzt worden.
Am 7. Juli 2014, dem geplanten Abreisetag, klagte Mittank über eine Hörminderung und starke Ohrenschmerzen und suchte deshalb einen Arzt auf, der einen Trommelfellriss diagnostizierte. Der Arzt meinte, Mittank solle den Heimflug mit dieser Verletzung nicht antreten und stattdessen ein Krankenhaus aufsuchen. Seine Freunde flogen am selben Tag heim – ihr Angebot, einer von ihnen würde bei Mittank bleiben und ihn in das Krankenhaus begleiten, hatte er abgelehnt, wie diese berichteten. Sie gingen zu diesem Zeitpunkt alle davon aus, Mittank würde im Krankenhaus stationär aufgenommen werden und die Nacht dort verbringen. Mittank fuhr mit dem Taxi in das Krankenhaus von Warna, wo er von einem HNO-Facharzt untersucht wurde. Dieser bestätigte die Diagnose des Trommelfellrisses und empfahl Mittank eine Operation, welche dieser jedoch ablehnte. Daher verschrieb ihm der Arzt ein Antibiotikum mit dem Wirkstoff Cefprozil, um einer Infektion vorzubeugen. Zu einer stationären Aufnahme kam es nicht. Mittank besorgte sich das verschriebene Medikament in einer Apotheke und stieg in ein Taxi, um sich in ein preisgünstiges Hotel fahren zu lassen, wo er die Nacht verbringen wollte. Der Taxifahrer fuhr Mittank in das Hotel Color in Warna.
Was in der Nacht zum 8. Juli 2014 genau vorfiel, konnte bislang nicht ermittelt werden. Es kam zu mehreren merkwürdigen und besorgniserregenden Anrufen und SMS-Nachrichten Mittanks an seine Mutter in Deutschland. Er bat sie, seine Kreditkarte zu sperren, und meinte, mit dem Hotel würde etwas nicht stimmen, ohne nähere Angaben hierzu zu machen. Am 8. Juli 2014 gegen 3:00 Uhr verließ er das Hotel und rief abermals seine Mutter an, der er erzählte, er werde von vier Männern verfolgt und habe sich versteckt. Kurz darauf schrieb er seiner Mutter zwei SMS, in der er sie fragte, was denn Cefzil 500 (das Medikament, das ihm im Krankenhaus verschrieben wurde) sei.
Gegen 5:00 Uhr wurde ein Taxifahrer, der eine Sozialarbeiterin als Fahrgast beförderte, auf Mittank aufmerksam. Er soll den Aussagen beider Zeugen zufolge heftig winkend am Straßenrand gestanden haben, weshalb der Taxilenker Mittank aufnahm und ihn auf seinen Wunsch zum Flughafen Warna fuhr, wo er gegen 6:00 Uhr am Morgen des 8. Juli 2014 ankam. Von dort rief Mittank abermals seine Mutter an und erzählte ihr erleichtert, dass er am Flughafen angekommen sei. Sie empfahl ihm, den Flughafenarzt aufzusuchen und sich von diesem nochmals untersuchen zu lassen, um festzustellen, ob er den Heimflug trotz seiner Verletzung antreten könnte. Währenddessen buchte seine Mutter von Deutschland aus sicherheitshalber sowohl ein Flug- als auch ein Busticket für ihren Sohn, sodass er, auch falls er aufgrund seiner Verletzung nicht fliegen dürfte, in jedem Fall die Heimreise antreten konnte. Mittank bat seine Mutter außerdem, ihm per Western Union Geld zu überweisen, ohne einen konkreten Betrag zu nennen. Seine Mutter entschloss sich, 500 Euro zu überweisen; der Betrag wurde jedoch nie abgehoben. Noch vor dem Arztbesuch kam es zu einem weiteren Anruf, bei dem Mittank zu seiner Mutter sagte, „sie“ ließen ihn weder fahren noch fliegen, wobei er jedoch auch diesmal keine konkreteren Angaben zu diesen Umständen machte. Da der Anruf noch vor dem Arztbesuch erfolgte, ist insbesondere fraglich, wer Mittank die Heimreise untersagt haben soll.
Die Überwachungskameras am Flughafen zeichneten die Bewegungen Mittanks auf, wobei bis zu diesem Zeitpunkt nichts Ungewöhnliches festzustellen war, Mittank schien sich ruhig und unauffällig zu verhalten.
Gegen 9:00 Uhr suchte Mittank den Flughafenarzt auf, um sich untersuchen zu lassen. Während des Gespräches mit dem Arzt betrat eine Person – nach Angaben des Arztes ein ihm nicht näher bekannter Arbeiter des Flughafens – kurz das Sprechzimmer. Wer dieser Mann war, konnte bis heute nicht ermittelt werden. Mittank sprang daraufhin auf und verließ fluchtartig den Raum. Sein gesamtes Gepäck mitsamt Handy, Brieftasche und Reisepass ließ er zurück. Die Überwachungskameras zeichneten auf, wie Mittank offensichtlich in Panik aus dem Flughafengebäude lief und das gesamte Flughafengelände überquerte, wo er laut Zeugenaussagen und den Aufzeichnungen der Überwachungskameras den hohen Stacheldrahtzaun des Flughafens überkletterte. Auf den Aufzeichnungen der Kameras war keine Person zu erkennen, die Mittank verfolgt hätte. Hinter dem Zaun befand sich zum damaligen Zeitpunkt ein Sonnenblumenfeld mit rund zwei Meter hohen Pflanzen sowie nicht weit dahinter eine Autobahn. Seither fehlt von Lars Mittank jede Spur.

## Fahndungsmaßnahmen
Neben der offiziellen Fahndungsarbeit der Polizei in Deutschland und Bulgarien wurden bereits recht früh durch Familie und Freunde von Lars Mittank eigene Fahndungsaufrufe über soziale Netzwerke und eine eigene Internetpräsenz gestartet. Am 3. Juni 2015 behandelte auch die Fernsehsendung Aktenzeichen XY … ungelöst im Rahmen einer Spezialausgabe Wo ist mein Kind? den Fall, auch weitere Medien in Deutschland und Bulgarien berichteten über das mysteriöse Verschwinden des jungen Mannes. Dabei lag stets ein besonderes Augenmerk auf möglichen Zeugen aus Deutschland, da der Ort seines Verschwindens ein beliebtes Urlaubsziel gerade für jüngere Deutsche ist und Lars Mittank insbesondere seinen Landsleuten aufgefallen sein könnte. Weitere Maßnahmen betrafen die Durchforstung des Gebietes rund um den Ort von Lars Mittanks Verschwinden mit Hundertschaften, Drohnen und Infrarotkameras sowie mit Spürhunden. 
Sowohl bulgarische als auch deutsche Ärzte äußerten die Vermutung, Lars Mittank könnte als sehr seltene Nebenwirkung des Medikaments Cefprozil an einer schizophrenen Psychose erkrankt sein, was sein Verhalten erklären würde.
Im Laufe der Zeit gab es mehrere vielversprechende Hinweise. Zeugen schilderten, dass Mittank gesehen wurde, als er die Autobahn hinter dem Sonnenblumenfeld entlanglief. Zudem gab es Augenzeugenberichte, nach denen Zeugen Mittank im September 2014 in der Nähe von Warna gesehen haben. Nachdem die Zeugen unabhängig voneinander befragt worden waren, gingen die Ermittler davon aus, dass es sich tatsächlich um den Verschollenen gehandelt haben könnte. Im Jahre 2015 sagte ein LKW-Fahrer aus, er habe Mittank mitgenommen, wisse jedoch nicht mehr, wo er ihn abgesetzt hatte. Auch hatte ein LKW-Fahrer im Sommer 2019 in Ostdeutschland einen Anhalter mitgenommen und glaubte im Nachhinein, es habe sich dabei um Lars Mittank gehandelt. Nach aufwendigen Recherchen stellte sich jedoch heraus, dass der Anhalter nicht Lars Mittank gewesen ist.
Im November 2024 brachte der Smoothie-Hersteller „True Fruits“ Flaschen in Deutschland, Österreich und der Schweiz auf den Markt, auf welchen nach Lars Mittank und der seit 2015 vermissten Inga Gehricke gesucht wird, um eine größere Reichweite zu generieren und die beiden Fälle wieder ins Gedächtnis der Bevölkerung zu rufen.